# إف. إي. براون
إف. إي. براون هو سياسي أمريكي، ولد في 27 أغسطس 1858 في مقاطعة تشوكتاو في الولايات المتحدة، وتوفي في 3 يوليو 1928 في ديس أرك في الولايات المتحدة. نشط حزبياً في الحزب الديمقراطي. وقد انتخب عضو مجلس نواب أركنساس ‏.